# توشيكو يواسا
توشيكو يواسا كانت فيزيائية نووية يابانية عملت في فرنسا وكانت أول فيزائية أنثى ولدت في 11 ديسمبر عام 1909 وتوفيت في 1 فبراير عام 1980.

## بداية حياتها وتعليمها
ولدت يواسا في تايتو وارد طوكيو في عام 1909. كان والدها مهندساً يعمل في مكتب براءات الاختراع الياباني وكانت والدتها من عائلة أدبية تقليدية. كانت توشيكو ثاني أصغر طفل من أصل سبعة أطفال. والتحقت بقسم العلوم في مدرسة طوكيو الثانوية العليا للنساء (اجامعة أوشانوميزو حالياً) من عام 1927 حتى تخرجها في عام 1931. ثم التحقت بقسم الفيزياء بجامعة طوكيو بونريكا (جامعة تسوكوبا الآن) مما جعلها أول امرأة في اليابان تدرس الفيزياء. وتخرجت في عام 1934.

## مسيرتها المهنية
بدأت يواسا التدريس في جامعة طوكيو بونريكا كنائبة مساعدة بدوام جزئي بعد تخرجها في عام 1934. وهناك بدأت أبحاثها في مجال التحليل الطيفي الجزيئي. في عام 1935 أصبحت محاضرة في كلية طوكيو المسيحية للإناث حيث بقيت حتى عام 1937. وقد تم تعيينها في العام التالي كأستاذة مساعدة في مدرسة طوكيو الثانوية العليا للنساء.
ألهم يواسا اكتشاف النشاط الإشعاعي الاصطناعي من قبل إيرين وفريدريك جولوت كوري في معهد الراديوم في باريس. انتقلت يواسا إلى باريس في عام 1940 بسبب الظروف البحثية الصعبة في طوكيو على الرغم من أن الحرب العالمية الثانية كانت قد بدأت لتوها في أوروبا. عملت تحت إشراف فريديريك جوليو كوري في كوليج دو فرانس حيث بحثت في جسيمات ألفا وبيتا المنبعثة من نوى مشعة اصطناعية وطيف طاقة جسيمات بيتا.  نالت على شهادة الدكتوراه في العلوم في عام 1943 من خلال أطروحتها التي كانت بعنوان «المساهمة في دراسة الطيف المستمر للإشعاع المنبعث من الجسمات المشعة الصناعية».
أجبرت على مغادرة باريس إلى برلين في عام 1944 وواصلت أبحاثها في مختبر في جامعة برلين وطورت مطيافها التجريبي الخاص. أمرها الممثلون الرسميون للسوفييت في عام 1945 بالعودة إلى اليابان فسافرت مع مطيافها على ظهرها. عند عودتها إلى طوكيو عادت مرة أخرى إلى المدرسة العادية العليا للنساء في طوكيو كأستاذة. لم تكن قادرة على مواصلة بحثها السابق نظراً لأن أن قوات الاحتلال الأمريكية حظرت الأبحاث النووية في اليابان. عملت في مركز ريكن نيشيا للعلوم المستندة إلى المعجّل من 1946 إلى 1949 وحاضرت في جامعة كيوتو في 1948-1949.
عاد يواسا إلى فرنسا في مايو عام 1949 كباحثة في المركز الوطني للبحث العلمي (CNRS) وأخذت إجازة تفرغ من جامعة أوشانوميزو. وقررت أن تقيم في فرنسا بشكل دائم في عام 1955 واستقالت من منصبها في أوشانوميزو. بدأت البحث في تحلل بيتا باستخدام غرفة سحابية ونشرت مقالة في عام 1954 تحذر من مخاطر اختبار القنابل الهيدروجينية في بيكيني أتول. وقد تمت ترقيتها إلى أستاذ البحث العلمي (كبير الباحثين) في CNRS في عام 1957. تحولت أبحاثها إلى تفاعلات نووية باستخدام synchrocyclotrons حوالي عام 1960 وفي عام 1962 حصلت على الدكتوراه في العلوم من جامعة كيوتو.

## التقاعد والوفاة والإرث
تقاعدت يواسا من CNRS في عام 1974 لكنه ظلت باحثة فخرية منذ عام 1975 وما بعده. حصلت على ميدالية مع الشريط الأرجواني من الحكومة اليابانية في عام 1976 لجهودها لتعزيز التبادلات الثقافية بين فرنسا واليابان.  دخلت المستشفى في يناير عام 1980 في مركز هنري بيكريل في روان. [2] وتوفيت بسبب السرطان في 1 فبراير 1980 عن عمر يناهز 70 عاماً.
حصلت يوسا على وسام التاج الثمين من الدرجة الثالثة في عام 1980. قدمت جامعة أوشانوميزو جائزة توشيكو يواسا في عام 2002 وهي رعاية للفتيات الشابات للسفر إلى فرنسا لمواصلة الدراسة.